# Nafteh
Nafteh (persiska: Nafţeh, نفته) är en ort i Iran.   Den ligger i provinsen Khorasan, i den nordöstra delen av landet, 800 km öster om huvudstaden Teheran. Nafteh ligger 690 meter över havet och antalet invånare är 152.
Terrängen runt Nafteh är lite bergig. Runt Nafteh är det ganska tätbefolkat, med 185 invånare per kvadratkilometer. Närmaste större samhälle är Bāgh Kand, 19,8 km sydväst om Nafteh. Omgivningarna runt Nafteh är i huvudsak ett öppet busklandskap.